# Amarilly of Clothes-Line Alley
Amarilly of Clothes-Line Alley és una pel·lícula muda dirigida per Marshall Neilan i protagonitzada per Mary Pickford. La pel·lícula, basada en un guió de Frances Marion fet a partir d’una novel·la homònima de Belle K. Maniates, es va estrenar l’onze de març de 1918. Eric Campbell havia d'aparèixer a la pel·lícula però morí en un accident de cotxe tres dies després de l'inici de la producció.

## Argument
Amarilly és la filla d'una dona de fer feines vídua que viu a San Francisco a principis del 1900. Ella està orgullosa de la seva família irlandesa i té cura dels seus cinc rudes germans. Està promesa amb Terry McGowan, un cambrer. Ella neteja en un teatre i quan a conseqüència d’un incendi es queda sense feina Terry li aconsegueix una feina nova com a venedora de cigarrets al seu cafè. Un dia al bar es produeix una baralla i Gordon Phillips, un atractiu i jove escultor de l'alta societat, és ferit. Amarilly el porta a casa seva per tal que la seva mare el curi i ell la contracta per netejar el seu estudi.
Terry es posa gelós quan Amarilly comença a sortir amb Gordon, i decideix trencar el compromís. Gordon ofereix a Amarilly que vagi a treballar per a la seva tieta, Mrs. Phillips, una senyora rica i esnob. Un dia apareix un brot d'escarlatina al barri i tothom s'ha de posar en quarantena. Mrs Phillips decicar el temps que no poden sortir a ensenyar a Amarilly les maneres de classe alta. Tanmateix, un cop descobreix que el seu nebot s'ha enamorat d'ella, es gira contra seva i per humiliar-la convida la seva família a una festa social. Amarilly, s'adona que no pertany a aquesta societat i retorna a casa seva i retroba l’amor de Terry.

## Repartiment
- Mary Pickford (Amarilly Jenkins)
- William Scott (Terry McGowen)
- Kate Price (Mrs. Americus Jenkins)
- Ida Waterman (Mrs. Phillips)
- Norman Kerry (Gordon Phillips)
- Fred Goodwins (Johnny Walker)
- Margaret Landis (Colette King)
- Tom Wilson ('Snitch' McCarthy)
- Wesley Barry (germà d’Amarilly)
- Frank Butterworth (germà d’Amarilly)
- George Hackathorne (germà d’Amarilly)
- Marcia Manon (dona al ball)
- Antrim Shor (germà d’Amarilly)
- Gertrude Short (xafardera)
- Herbert Standing (pare Riordan)
- Larry Steers (amic de Gordon)
- Gustav von Seyffertitz (metge)
- Leo White (manicurista)